# Рональд Гонсалес
Рональд Гонсалес (ісп. Rónald González, нар. 8 серпня 1970, Сан-Хосе) — костариканський футболіст, що грав на позиції захисника. По завершенні ігрової кар'єри — тренер. З 2019 року очолює тренерський штаб збірної Коста-Рики.
Виступав, зокрема, за «Сапріссу», а також національну збірну Коста-Рики.

## Клубна кар'єра
У дорослому футболі дебютував 1988 року виступами за команду «Сапрісса», в якій провів два сезони.
1990 року, після вдалого для себе чемпіонату світу, перейшов разом із партнером по команді та збірній Ернаном Медфордом до югославського «Динамо» (Загреб). Там молодий захисник закріпитись не зумів, після чого пробував свої сили в Австрії. Він уклав контракт зі «Штурмом», але за нього він провів жодної гри, натомість деякий час грав в оренді за «Форвертс» (Штайр).
1991 року Гонсалес повернувся до «Сапрісси». Цього разу відіграв за команду з костариканської столиці наступні сім сезонів своєї ігрової кар'єри. За цей час двічі виборював титул володаря Кубка чемпіонів КОНКАКАФ.
Протягом 1998—2001 років захищав кольори гватемальського клубу «Коммунікасьйонес», з якою тричі ставав національним чемпіоном, після чого повернувся на батьківщині у 2001—2003 роках грав за «Ередіано».
2003 року Гонсалес втретє став гравцем «Сапрісса», за який відіграв ще 5 сезонів. За цей час додав до переліку своїх трофеїв ще один титул володаря Кубка чемпіонів КОНКАКАФ. Цей результат дозволив команді поїхати на клубний чемпіонат світу 2005 року у Японії, на якому Рональд з клубом здобув бронзові нагороди. Завершив професійну кар'єру футболіста виступами за «Сапріссу» у 2006 році, з якою загалом за усі періоди перебувався 7 разів ставав чемпіоном Коста-Рики. Всього за «Сапрісу» він зіграв 318 ігор, забив 26 м'ячів.

## Виступи за збірні
1989 року залучався до складу молодіжної збірної Коста-Рики, з якою того року був учасником молодіжного чемпіонату світу в Саудівській Аравії, де Гонсалес зіграв у 2 матчах і забив 1 гол у грі проти Колумбії (1:0).
6 травня 1990 року дебютував в офіційних іграх у складі національної збірної Коста-Рики в рамках товариського змагання за Кубок Marlboro — проти Польщі (0:2) на меморіальному стадіоні в Чикаго, США. Влітку того ж року поїхав з нею на чемпіонат світу 1990 року в Італії. У матчі 1/8 фіналу він забив гол у ворота Чехословаччини, який не допоміг «Тікос» домогтися позитивного результату і вона зазнала поразки з рахунком 1:4. Тим не менш Гонсалес у 19 років став наймолодшим гравцем, що забив гол на тому турнірі.
Згодом у складі збірної був учасником Золотого кубка КОНКАКАФ 1991 року у США та Кубка Америки 1997 року у Болівії. Також брав участь у Центральноамериканському кубку, здобувши срібні (1993) та золоті (1997) нагороди.
Його остання гра за збірні відбулася 10 серпня 2000 року в матчі проти Венесуели (1:5). Всього протягом кар'єри у національній команді, яка тривала 11 років, провів у її формі 65 матчів, забивши 5 голів.

## Кар'єра тренера
Розпочав тренерську кар'єру невдовзі по завершенні кар'єри гравця, 2008 року, очоливши тренерський штаб молодіжної збірної Коста-Рики, де пропрацював з 2008 по 2011 рік. З командою став переможцем молодіжного чемпіонату КОНКАКАФ 2009 року, що дозволило команді того ж року поїхати і на молодіжний чемпіонат світу 2009 року, що пройшов у Єгипті. Там підопічні Гонсалеса зайняли 4-те місце. На наступному молодіжному чемпіонаті КОНКАКАФ 2011 року молоді костариканці здобули срібні нагороди, але і цей результат дозволи вийти на молодіжний чемпіонат світу 2011 року, в Іспанії. Втім цього разу команда виступила не так вдало і вилетіла вже на стадії 1/8 фіналу, після чого Рональд покинув посаду і очолив олімпійську збірну, з якою брав участь у кваліфікації на Олімпійські ігри 2012 року, але не зумів пробитись на турнір, після чого залишив і цю команду. Також під час роботи з «молодіжкою» Гонсалес двічі був виконувачем обов'язків головного тренера національної збірної — з січня по вересень 2010 року, до призначення Рікардо Лавольпе, а також з серпня по вересень 2011 року, після відставки Лавольпе.
21 грудня 2011 року Рональд очолив гватемальський «Коммунікасьйонес», з яким виграв Апертуру 2012 року і в кінці того ж року став головним тренером рідної команди «Сапрісса». З цією командою Рональд виграв національний кубок у 2013 році та Верано 2014 року. Втім вже 30 вересня «Сапрісса» оголосила про звільнення з посади через незадовільні результати у матчах проти «Картахінеса» і «Кармеліти».
1 лютого 2016 року Рональд був представлений новим тренером клубу «Уругвай де Коронадо», але вже у кінці квітня був звільнений через слабкі результати. В подальшому у 2017–2018 роках Гонсалес знову очолював «Коммунікасьйонес», але цього разу без серйозних здобутків.
1 серпня 2018 року Гонсалес втретє був призначений тимчасовим головним тренером національної збірної Коста-Рики на заміну Оскару Раміресу, пропрацювавши до листопада, поки збірну не очолив на постійній основі Густаво Матосас. Але вже у жовтні 2019 року, після несподіваного уходу Матосаса, Гонсалес був призначений новим головним тренером збірної. Під керівництвом Гонсалеса Коста-Рика виграла свою групу Ліги націй КОНКАКАФ і вийшла до фіналу чотирьох турніру.

## Титули і досягнення

### Як гравця
- Чемпіон Коста-Рики (7): 1988/89, 1989/90, 1993/94, 1994/95, 1997/98, 2003/04, 2005/06
- Чемпіон Гватемали (3): 1998/99, 1999/00 Апертура, 2000/01 Клаусура
- Бронзовий призер клубного чемпіонату світу (1): 2005
- Володар Кубка чемпіонів КОНКАКАФ (3): 1993, 1995, 2005
- Фіналіст Міжамериканського кубка (2): 1993, 1995
- Переможець Кубка центральноамериканських націй: 1997

### Як тренера
- Чемпіон Гватемали: Апертура 2012
- Чемпіон Коста-Рики (1): Верано 2014
- Володар Кубка Коста-Рики (1): Верано 2014